# Leonel Marques Pereira
Leonel Marques Pereira (Lisboa, 1828 — Lisboa, 30 de Junho de 1892) conhecido geralmente por Leonel, foi um pintor português da época romântica.
Estudou na Academia das Belas-Artes, tendo sido aluno de António Manuel da Fonseca. Em 1874, foi eleito “Académico de Mérito” pela Academia.}

## Exposições
- Exposição Internacional de Madrid de 1871
- Exposição Universal de Paris de 1872

## Obras
- O rei D. Fernando no Passeio Público (1856)